# Sonnewalde
Sonnewalde, in lusaziano inferiore Groźišćo, è una città del Brandeburgo, in Germania.

Appartiene al circondario dell'Elba-Elster.
Qua nacque il tipografo ed editore Benedictus Gotthelf Teubner.

## Storia

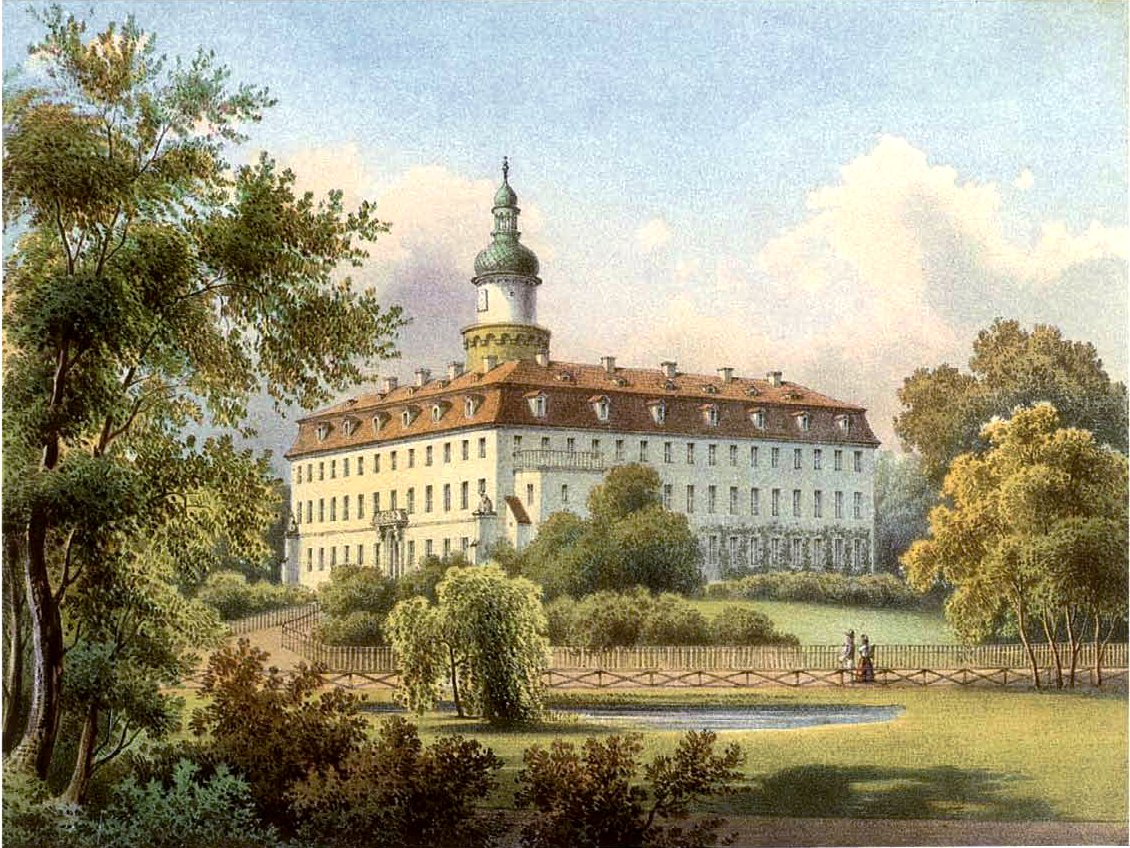
Palace Sonnewalde, around 1860, Edition by Alexander Duncker

Nel 2003 vennero aggregati alla città di Sonnewalde i soppressi comuni di Breitenau e Münchhausen.

## Geografia antropica

### Suddivisioni amministrative
Sonnewalde si divide in 17 zone (Ortsteil), corrispondenti all'area urbana e a 16 frazioni:
- Sonnewalde (area urbana)
- Birkwalde
- Breitenau
- Brenitz
- Dabern
- Friedersdorf
- Goßmar
- Großbahren
- Großkrausnik
- Kleinbahren
- Kleinkrausnik
- Münchhausen-Ossak
- Möllendorf
- Pahlsdorf
- Pießig
- Schönewalde
- Zeckerin

## Società

### Evoluzione demografica
- Sviluppo della popolazione dal 1875 entro gli attuali confini (linea blu: popolazione; linea puntata: confronto dello sviluppo della popolazione dello stato del Brandenburgo; sfondo grigio: ai tempi del governo nazista; sfondo rosso: al tempo del governo comunista).
- Sviluppo recente della popolazione (linea blu) e previsioni.

| Anno | Abitanti |
| ---- | -------- |
| 1875 | 4 866    |
| 1890 | 4 789    |
| 1910 | 4 685    |
| 1925 | 4 489    |
| 1933 | 4 376    |
| 1939 | 4 290    |
| 1946 | 6 061    |
| 1950 | 5 793    |
| 1964 | 4 703    |
| 1971 | 4 524    |
| 1981 | 4 091    |

| Anno | Abitanti |
| ---- | -------- |
| 1985 | 4 010    |
| 1989 | 4 028    |
| 1990 | 3 989    |
| 1991 | 3 899    |
| 1992 | 4 144    |
| 1993 | 4 114    |
| 1994 | 4 198    |
| 1995 | 4 093    |
| 1996 | 4 308    |
| 1997 | 4 025    |

| Anno | Abitanti |
| ---- | -------- |
| 1998 | 4 038    |
| 1999 | 4 139    |
| 2000 | 4 038    |
| 2001 | 4 010    |
| 2002 | 3 851    |
| 2003 | 3 771    |
| 2004 | 3 708    |
| 2005 | 3 673    |
| 2006 | 3 600    |
| 2007 | 3 567    |

| Anno | Abitanti |
| ---- | -------- |
| 2008 | 3 529    |
| 2009 | 3 506    |
| 2010 | 3 452    |
| 2011 | 3 446    |
| 2012 | 3 385    |
| 2013 | 3 359    |
| 2014 | 3 343    |
| 2015 | 3 319    |
| 2016 | 3 261    |
| 2017 | 3 256    |

| Anno | Abitanti |
| ---- | -------- |
| 2018 | 3 231    |
| 2019 | 3 210    |
| 2020 | 3 154    |

Fonti dei dati sono nel dettaglio nelle Wikimedia Commons..